# Cuprokalininite
La cuprokalininite (in russo: Купрокалининит; simbolo IMA: Ckal) è un minerale estremamente raro del supergruppo dello spinello e in particolare dei tiospinelli, nella cui famiglia occupa un posto nel sottogruppo della carrollite; appartiene alla classe minerale dei "solfuri e solfosali" con la composizione chimica Cu(Cr3+Cr4+)S4 (anche semplificato CuCr2S4) e quindi, da un punto di vista chimico, è un solfuro di rame-cromo.
Sono noti anche geminati secondo la "legge dello spinello" (geminati che si compenetrano secondo le superfici dell'ottaedro {111}).

## Etimologia e storia
La cuprokalininite è stata scoperta per la prima volta in campioni di minerali provenienti dal complesso di Sljudjanka nella regione del Baikal meridionale, più precisamente nella cava di marmo del Pereval (nota anche come cava di Kaber) vicino alla città di Slyudyanka e nel lago Baikal nell'Oblast' di Irkutsk (Siberia meridionale). L'analisi e la descrizione iniziale sono state effettuate da un team di mineralogisti composto da L.S. Reznitsky, Je. V. Sklyarov, S.F. Ushhapovskaya, L.F. Suvorova, Yu. S. Polechovsky, P. Dzerzhanovsky e I.G. Barash (in russo: Л.З. Резницкий, Е.В. Скляров, З.Ф. Ущаповская, Л.Ф. Суворова, Ю.С. Полеховский, П. Дзержановский, И.Г. Бараш). Il minerale è stato chiamato così in riferimento alla sua stretta relazione come analogo del rame della kalininite (ZnCr2S4).
Nel 2010, il team di mineralogisti ha inviato i risultati dei test e il nome scelto all'Associazione Mineralogica Internazionale (numero di ingresso interno dell'IMA: 2010-008), che ha riconosciuto la cuprokalininite come specie minerale indipendente nello stesso anno. La prima descrizione è stata pubblicata nel 2010 sulla rivista russa Sapiski Rossiyskogo Mineralogicheskogo Obshchestva (in russo: Записки Российского Минералогического Общества, scientifico: Минералогического Общества). Un anno dopo, la prima descrizione è stata pubblicata sulla rivista in lingua inglese Geology of Ore Deposits.
Il campione tipo del minerale è conservato nel Museo Mineralogico, intitolato ad Aleksandr Evgen'evič Fersman a Mosca con il numero di catalogo 03/01/3886.

## Classificazione
La classificazione strutturale dell'IMA inserisce la cuprokalininite nel supergruppo dello spinello, dove forma il sottogruppo della carrollite all'interno dei tiospinelli insieme a carrollite, cuproiridsite, fletcherite, florensovite, malanite, rhodostannite e toyohaite (a partire dal 2019).
Poiché la cuprokalininite è stata riconosciuta come minerale indipendente solo nel 2010, non è elencata né nell'obsoleta 8ª edizione né nella 9ª edizione della sistematica minerale di Strunz, che è stata aggiornata l'ultima volta nel 2009. Anche la sistematica minerale Dana, utilizzata principalmente nel mondo anglosassone, non riconosce ancora la cuprokalininite.
Nella Sistematica dei lapis (Lapis-Systematik) di Stefan Weiß, che è stata rivista e aggiornata l'ultima volta nel 2018 e che si basa ancora sulla vecchia edizione della sistematica di Strunz per considerazione verso i collezionisti privati e delle collezioni istituzionali, al minerale è stato assegnato il sistema e il minerale nº II/D.01-115. In questa Sistematica ciò corrisponde alla classe dei "solfuri e solfosali" e lì alla sottoclasse "Solfuri con il rapporto di metallo : S,Se,Te < 1:1", dove la cuprokalininite insieme a bornhardtite, cadmoindite, carrollite, daubréelite, fletcherite, florensovite, greigite, indite, kalininite, linnaeite, polidimite, siegenite, trüstedtite, tyrrellite e violarite forma il "gruppo della linnaeite" con il sistema nº II/D.01.
D'altra parte, la classificazione di Strunz nella 9ª edizione, che è continuata dalla banca dati dei minerali "Mindat.org", colloca la cuprokalininite nella divisione dei solfuri metallici con il rapporto di metallo : zolfo = 3:4 e 2:3 e lì nella suddivisione "M:S = 3:4", dove appartiene anche al "gruppo della linnaeite" con il sistema nº 2.DA.05.

## Abito cristallino
La cuprokalininite cristallizza nel sistema cubico nel gruppo spaziale Fd3m (gruppo nº 227) con la costante di reticolo a = 9,814(2) Å e 8 unità di formula per cella unitaria; sviluppa solo cristalli microscopici fino a circa 0,2 mm di dimensione con habitus ottaedrico o cubottaedrico.

## Origine e giacitura
Nella sua località tipo nel complesso di Sljudjanka nella regione del Baikal meridionale (cava di marmo di Pereval vicino a Sljudjanka, Siberia meridionale), la cuprokalinitite è stata trovata come inclusioni sparse nel quarzo in granuliti di quarzo-diopside contenenti cromo (Cr) e vanadio (V), cioè scisti cristallini altamente metamorfici, poveri di acqua cristallina. Calcite, pirite, tremolite contenente Cr-V, mica e spinelli contenenti Cr-V, vanadio-titanite, plagioclasio, nonché minerali e cristalli misti di natalyite-cosmocloro, goldmanite-uvarovite, chromium-dravite e karelianite sono stati identificati come minerali aggiuntivi.
La cava di marmo di Pereval vicino a Sljudjanka nell'Oblast' di Irkutsk in Russia, nella Siberia meridionale, è anche l'unico sito noto del minerale.